# Sinagoga Rabí Yehuda Halevi
Sinagoga Rabí Yehuda Halevi es una sinagoga ubicada en el eje vial Monterrey 359 en la Colonia Roma de la Ciudad de México, cuya construcción se llevó a cabo de 1941 a 1942. Fue nombrada en honor de Yehudah Halevi, filósofo, médico y poeta judío español.

## Historia
En 1924, la comunidad judía sefardí de la Ciudad de México se unió en una organización llamada «La Fraternidad». Los sefarditas no tenían templo propio, en las fiestas acostumbraban acudir a las sinagogas de otras comunidades judías, pero no les agradaban los rituales de oración y además tenían problemas de espacio. Utilizaron un templo protestante alquilado durante un tiempo, pero a principios de la década de 1940 surgió la idea de edificar uno propio. La Fraternidad compró un terreno en la calle Monterrey de la colonia Roma en 1941, ya que buena parte de su comunidad vivía en la misma colonia.
Para promover la edificación, La Fraternidad constituyó un comité que organizó un concurso para recibir y evaluar distintas propuestas. Víctor Babani, uno de los miembros del comité, pidió al ingeniero Francisco Cánovas que realizará un proyecto sobre la base de una idea suya inspirada en el templo sefardí de Vidin, Bulgaria. El proyecto de Cánovas resultó ganador y este dirigió la obra supervisado por Babani. La construcción se terminó en 1942 y la sinagoga recibió el nombre de Rabí Yehuda Halevi (en honor al filósofo, médico y poeta judío español), por sugerencia de Babani y con la aprobación de la mesa directiva de La Fraternidad.